# Méry-ès-Bois
Méry-ès-Bois är en kommun i departementet Cher i regionen Centre-Val de Loire i de centrala delarna av Frankrike. Kommunen ligger  i kantonen La Chapelle-d'Angillon som tillhör arrondissementet Vierzon. År 2022 hade Méry-ès-Bois 538 invånare.

## Befolkningsutveckling
Antalet invånare i kommunen Méry-ès-Bois
Referens:INSEE